# Häxprocessen i Schaffhausen
Häxprocessen i Schaffhausen, som utspelade sig i Schaffhausen i Schweiziska edsförbundet åren 1402-1403, är den tidigast kända häxprocessen i Schweiz, och troligen även i hela Europa. Processen finns dokumenterad i staden Schaffhausers rättsarkiv. 
De anklagade kom från Beringen, men ställdes inför rätta i Schaffhauser. De dömdes till döden som skyldiga till trolldom och avrättades genom bränning på bål. Deras avrättning är även det tidigaste dokumenterade fallet i Centraleuropa, där de dömda avrättades genom att brännas levande.   